# 丁天毓
丁天毓（1564年—1611年），字秀夫，號紫雲，南京常州府宜興縣（今江蘇省無錫市宜興市）人，明朝政治人物。

## 生平
萬曆二十五年（1597年）丁酉科应天乡试举人，二十九年（1601年）辛丑科進士，兵部觀政，三十年擔任金谿縣知縣，在任六年，有惠政。三十七年升刑部主事，拟改監察御史，候命期间，萬曆三十九年卒於北京。

## 家族
曾祖丁源。祖父丁景常。父丁梧。